# Kullana Kulturali
Kullana Kulturali (maltesisch; „Kulturelle Halskette“) ist eine Enzyklopädie zu Malta bzw. den Maltesischen Inseln in maltesischer Sprache, die in den Jahren von 1999 bis 2006 in Malta im Verlag Pubblikazzjonijiet Indipendenza (PIN) in Pièta auf Malta erschien. Sie umfasst 72 Bände. Sie ist thematisch nach einzelnen Themen gegliedert. Jedes Thema der Reihe umfasst dabei einen Band, zu einigen Themen gibt es zwei Bände. Zahlreiche Fachgelehrte haben an dem Werk mitgearbeitet.
Die folgende Übersicht gibt an: 1. die Nummer des Bandes; 2. den maltesischen Buchtitel (mit einer deutschen Übersetzung in Klammern), 3. den Namen des/der Verfasser(s), 4. Erscheinungsdatum des Bandes.

## Bände
- 1 L-istorja tat-trasport fil-Gżejjer Maltin (Geschichte des Transports auf den Maltesischen Inseln). Guido Lanfranco
- 2 Il-mediċina fil-gżejjer Maltin (Die Medizin der Maltesischen Inseln). Charles Savona Ventura (2006)
- 3 In-novella Maltija : xi perspettivi fuq l-iżvilupp tan-novella bil-Malti (Der maltesische Roman: einige Perspektiven auf die Entwicklung des maltesischen Romans). Charles Briffa (1999)
- 4 Il-Mitoloġija (Mythologie). Victor Xuereb (1999)
- 5 Il-Molluski ta' Malta (Maltesische Mollusken). Charles Cachia (1999)
- 6 L-istorja ta' l-opra f'Malta (1631-1866) (Geschichte der Oper in Malta (1631–1866)). Alfred G. Miceli (1999)
- 7 Il-Futbol Malti (Maltesischer Fußball). Carmel Baldacchino (1999)
- 8 L-Emigrazzjoni Maltija : Is-Seklu Dsatax u Ghoxrin (Maltesische Migration: Das 19. und 20. Jahrhundert). Lawrence E Attard (1999)
- 9 Is-swar u l-fortifikazzjonijiet (Bastionen und Festungen). Vincent Zammit (1999)
- 10 Il-Malti, elf sena ta' storja (Die Malteser, tausend Jahre Geschichte). Joseph M. Brincat (2000)
- 11 L-Istituti ta' Hajja Kkonsagrata. Alexander Bonnici (2000)
- 12 Il-Lepidoptera (Schmetterlinge). Paul M. Sammut (2000)
- 13 L-arti moderna (Moderne Kunst). Joseph Paul Cassar (2000)
- 14 Niċeċ u Statwi fit-Toroq Maltin (Nischen und Statuen auf maltesischen Straßen). Tony Terribile (2000)
- 15 Il-Pulizija f'Malta : 1800-1964 (Polizei in Malta: 1800–1964). Edward Attard (2000)
- 16 Tliet Sekli ta' Ghamara Maltija (Drei Jahrhunderte maltesische Möbel). Joseph Galea-Naudi; Denise Micallef (2000)
- 17 Il-Flotta ta' l-Ordni ta' San Ġwann (Die Flotte des Order of Saint John). Joseph Muscat (2000)
- 18 Il-mużika ta' Malta sa l-ah̳h̳ar tas-seklu tmintax (Maltesische Musik bis zum Ende des 18. Jahrhunderts). Joseph Vella Bondin (2000)
- 19 Il-mużika ta ́Malta fis-sekli dsatax u ghoxrin (Maltesische Musik im 19. und 20. Jahrhundert). Joseph Vella Bondin (2000)
- 20 L-Istorja ta' l-Edukazzjoni f'Malta (Geschichte des Schulwesens in Malta.). Joseph Zammit Mangion (2000)
- 21 Qxur, Biċċiet, u Opri tal-Bahar. Carmel Pulè (2000)
- 22 Il-ktieb tal-filosofija f'Malta I (Philosophische Bücher in Malta I). Mark F. Montebello (2001)
- 23 Il-ktieb tal-filosofija f'Malta II (Philosophische Bücher in Malta II). Mark F. Montebello (2001)
- 24 Drawwiet u tradizzjonijiet Maltin (Maltesische Bräuche und Traditionen.). Guido G. Lanfranco (2001)
- 25 Ix-xandir f'Malta (Rundfunk in Malta). Tony Cutajar (2001)
- 26 L-Gh̳asafar ta' Malta (Vögel auf Malta). Joe Sultana (2001)
- 27 L-istorja ta' l-opra f'Malta (1866–2000) (Geschichte der Oper in Malta (1866–2000)). Alfred G Miceli (2001)
- 28 Il-Ġardinaġġ Malti (Maltesische Gärten). J. Borg (2001)
- 29 L-istorja tal-poeżija Maltija (Geschichte der maltesischen Dichtung). Oliver Friggieri (2001)
- 30 Il-preistorja (Vorgeschichte). Anthony Bonanno. 2001
- 31 Il-kitba bil-Malti sa l-1870 (Maltesische Schriften bis 1870). Ġużè Cassar Pullicino (2001)
- 32 Zmien il-kavallieri f'Malta, 1530-1798 (Die Zeit der Ritter in Malta, 1530–1798). Joseph F. Grima (2001)
- 33 Il-h̳ut ta' Malta (Maltesische Fische). Stanley Farrugia Randon (2001)
- 34 Il-kotba ghat-tfal (Kinderbücher). Trevor Żahra; Charles Briffa; Ġ. Mallia (2002)
- 35 Iż-żmien nofsani Malti (Das maltesische Mittelalter). Charles Dalli (2002)
- 36 Il-Graffiti marittimi Maltin (Maltesische maritime Malerei). Joseph Muscat (2002)
- 37 Kitbiet oħra tas seklu tsatax. Ġuże Cassar Pullicino (2002) // Aktar kitba bil-Malti tas-seklu 19. // (Schriften des 19. Jahrhunderts in maltesischer Sprache). Joseph Cassar-Pullicino (2002)
- 38 Malta u Ghawdex fl-era klassika (Malta und Gozo in der klassischen Ära). Horatio R. C. Vella (2002)
- 39 Amfibji, rettili, u mammiferi fil-Gżejjer Maltin (Amphibien, Reptilien und Säugetiere auf den Maltesischen Inseln). Alfred E. Baldacchino; Patrick J. Schembri (2002)
- 40 L-istorja ta'l-avvjazzjoni f'Malta; Richard J. Caruana
- 41 L'astronomija f'Malta (Astronomie in Malta). Frank Ventura (2002)
- 42 Storja tal-knisja f Malta (Maltesische Kirchengeschichte). Joseph Bezzina (2001)
- 43 Il-muėwijiet f'Malta (Museen in Malta). Vincent Zammit (2002)
- 44 Siġar u Arbuxxelli Maltin (Maltesische Bäume und Sträucher). J. Borg (2002)
- 45 L-ambjent naturali tal-Gżejjer Maltin (Die natürliche Umgebung der Maltesischen Inseln). Sandro Lanfranco (2003)
- 46 It-teatru f'Malta (Theater in Malta). Mario Azzopardi (2003)
- 47 Il-flora Maltija (Maltesische Flora). Edwin Lanfranco; Guido G. Lanfranco (2003)
- 48 Il-festi tagħna : analiżi ta' ġrajjiet, twemmin, u drawwiet mill-imgħoddi saż-żminijiet ta' llum (Unsere Feste: Analyse von Ereignissen, Überzeugungen und Gewohnheiten aus vergangenen Zeiten bis heute). Charles Coleiro (2003)
- 49 Il-bizzilla tal-Gżejjer Maltin. Consiglia Azzopardi (2003)
- 50 L-arti barokka f'Malta (Die barocke Kunst in Malta). Keith Sciberras (2003)
- 51 Storja tal-kultura ta' l-ikel f'Malta (Geschichte der Esskultur in Malta). Kenneth Gambin; Noel Buttigieg (2003)
- 52 Miċ-ċensura għall-pluraliżmu : il-ġurnaliżmu f'Malta, 1798-2002 (Von der Zensur zum Pluralismus: Journalismus in Malta, 1798–2002). Henry Frendo (2003)
- 53 Ir-rumanz Malti sa nofs is-seklu għoxrin (Maltesische Romantik Mitte des 20. Jahrhunderts). Charles Briffa (2003)
- 54 Il-kwadri ex-voto marittimi Maltin (Maltesische maritime Votivbilder). Joseph Muscat (2003)
- 55 Il-Ktieb Malti : perspettivi (Das maltesische Buch: Perspektiven). Victor Fenech (2003)
- 56 Il-folklor Malti : analiżi u kummenti fuq xi aspetti tal-folklor kontemporanju Malti I (Maltesische Folklore: Analyse und Kommentare zu einigen Aspekten der zeitgenössischen maltesischen Folklore. I). Ġorġ Mifsud-Chircop (2003)
- 57 Il-folklor Malti : analiżi u kummenti fuq xi aspetti tal-folklor kontemporanju Malti II (Maltesische Folklore: Analyse und Kommentare zu einigen Aspekten der zeitgenössischen maltesischen Folklore. II). Ġorġ Mifsud-Chircop (2003)
- 58 L-istorja tat-turiżmu f'Malta u Għawdex (Geschichte des Tourismus auf Malta und Gozo). Julian Zarb (2004)
- 59 L-arkeoloġija ta' Malta (Archäologie von Malta). Ernest Vella; Marlene Borg; Anthony Bonanno (2004)
- 60 Ir-rumanz Malti fit-tieni nofs tas-seklu għoxrin (Maltesische Romantik in der zweiten Hälfte des 20.  Jahrhunderts). Charles Briffa (2004)
- 61 L-arkitettura f'Malta (Architektur in Malta). Jo Tonna (2004)
- 62 L-istorja ta' l-alfabett Malti (Geschichte des maltesischen Alphabets). Marisa Farrugia (2004)
- 63 Il-presepju fil-milied Malti (Die maltesische Weihnachtskrippe). Joseph Muscat; Michael J Schiavone; Charles Briffa (2004)
- 64 L-istorja kostituzzjonali u l-isfond storiku I.  (Verfassungsgeschichte und historischer Hintergrund). Joseph M. Pirotta (2004)
- 65 L-istorja kostituzzjonali u l-isfond storiku II.  (Verfassungsgeschichte und historischer Hintergrund). Joseph M. Pirotta (2004)
- 66 Il-kostum Malti u d-drapp fl-istorja ta' Malta (Maltesische Kostüme und Textilien in der Geschichte Maltas). Vincent Zammit (2005)
- 67 L-arkivji ta' Malta (Maltesische Archive). Charles J. Farrugia (2006)
- 68 Il-ġeologjia u l-paleontoloġija tal-gżejjer Maltin I (Geologie und Paläontologie der Maltesischen Inseln I). Michael Gatt (2006)
- 69 Il-ġeologjia u l-paleontoloġija tal-gżejjer Maltin II (Geologie und Paläontologie der Maltesischen Inseln II). Michael Gatt (2006)
- 70 L-Istorja ta' l-Istampar f'Malta (Geschichte des Druckes in Malta). William Zammit (2006)
- 71 Malta u Franza, 1798-1800 (Malta und Frankreich). Joseph F. Grima (2006)
- 72 Il-pittura f'Malta fis-seklu dsatax (Malerei des 19. Jahrhunderts in Malta). Emmanuel Fiorentino (2006)